# 吉田ヒロ
吉田 ヒロ（よしだ ヒロ、1967年〈昭和42年〉8月4日 - ）は、日本のお笑いタレント、喜劇俳優。吉本新喜劇元座長の座員。本名は吉田 弘典（よしだ ひろのり）。吉本興業所属。兵庫県神戸市出身。身長165 cm、血液型O型。

## 来歴

### ボブキャッツ時代
兵庫県神戸市出身。八代学院高等学校（現：神戸国際大学附属高等学校）を卒業。高校在学中の1983年にNSC2期生として入学、高校に通いながらNSCに行っていた。1986年に岩瀬雄大と「ボブキャッツ」を結成しデビュー。心斎橋筋2丁目劇場を本拠地としてダウンタウンが司会を務めた4時ですよーだ（毎日放送）にもレギュラー出演。雄大とコンビ結成前は角孝人と「パイレーツ」、元どんきほ〜てのきびのだんごと「和田・吉田」というコンビ名で活動した経歴がある。
コンビ時代の漫才の内容は、雄大が突然客席に降りて両腕を振り回し「ウォー、リメンバー・パールハーバー!」と叫ぶなど、アナーキーかつエキセントリックなネタで他のコンビとは一線を画していた。コンビ時代はヒロよりもジミー大西に匹敵する天然ボケぶりを駆使していた雄大の方がクローズアップされることが多かったが、ある日雄大が酒に酔って階段の上から転落し前歯数本を折る大ケガをしたことがきっかけで雄大は芸能界を引退・廃業、同時にボブキャッツも解散することとなる。それ以前からヒロは解散をほのめかしていたが、雄大は続けたがっており、放送作家の高須光聖をまじえて3人で話し合った結果（なぜかその際雄大は根性焼きをしてヒロの気持ちを繋ぎ止めようとした）、解散の道をたどることとなる。その後、ヒロはダウンタウンの番組にてレギュラー出演することになった。一方、雄大は落語家への転向を目指したがあえなく挫折し、吉本興業との契約を解消され、芸能界を引退した。なお、2006年12月31日、ダウンタウンのガキの使いやあらへんで絶対に笑ってはいけない警察署の中での板尾巡査（板尾創路）葬儀の時にボブキャッツ雄大の札が立っていた。

### 新喜劇入団
コンビ解散後、芸名を「ヒロ」から「吉田ヒロ」に改名。1989年吉本新喜劇に入団。ぼんちおさむに弟子入りした（新喜劇入団後に師匠を持つのは同じ新喜劇の小米良啓太（師匠：大平シロー）の2人だけ。共にタイヘイ一門でもある）。ちなみに、ヒロは元々NSCに入る前におさむに弟子入り志願している。しかし、すでに住み込み弟子（ジミー大西）がいたため弟子にはなれなかったが、ヒロはずっとおさむを尊敬しており、おさむもヒロを弟子のようにかわいがっていた。ヒロの結婚式は法善寺横町でゲリラ的に行われたが、これをプロデュースしたのもおさむであり、現在は正式にヒロを弟子としている。

### 大阪での人気、東京進出と撤退、NGKで主役
吉本新喜劇入団後もダウンタウンファミリーとして、ダウンタウンの番組に今田耕司、東野幸治、木村祐一、130Rらと共にレギュラーで出演する事が多く、そのメンバーの中でも中高生の女子から圧倒的な人気を得ていた。観覧収録番組においては、1人1人が何かを発表する際、ヒロの順番になると黄色い声援が飛び交い、アイドルのような存在となっていた。ダウンタウンが東京での活動を増やして行く中で、特番時期のフジテレビ「ダウンタウンのごっつええ感じ」に上記のダウンタウンファミリーを総出演させる形で今田らと共に東京に進出し新喜劇から一旦卒業。一発ギャグ（詳しくは後述）を披露する枠を用意されるなどしたが、今田らが若手芸人としてグングンと評価を上げて行く反面、大阪で絶大な人気を誇ったヒロのギャグは東京では理解されなかった。その事から東京のフジテレビのプロデューサーやスタッフに気に入られず、たびたび罵声を浴びせられ、コントの出演シーンを大幅にカットされた。また、ダウンタウンの意向でYOUの紹介扱いでテレフォンショッキングに出る調整をした際にもプロデューサーからやはり「10年早い」と発せられ却下された。度重なるスタッフからの風当たりの悪さに嫌気をさして、当時のダウンタウングループを仕切っていた大崎洋へ大阪に戻る旨を伝えた。そのときに大崎からは次のクールから東京でのレギュラーが何本か決定してると伝えられたが、本人の強い意向により全て蹴って東京からの撤退。その後は大阪に戻りダウンタウン関連で大阪収録の番組や24時間テレビに出演する。松本人志はヒロが大阪に戻った後「ダウンタウン汁」（TBSテレビ）内のトークで、「私はオスカー・シンドラーのように新喜劇から若い連中を引っ張ってあげた。けど吉田ヒロは自分から戻ってしまった」と語っていた。
「ごっつ」降板後も1993年4月に奥田民生プロデュースでCDデビュー、同月にニューヨーク撮影による単独ビデオの発売、アイドル雑誌でのインタビュー掲載など幅広い活動を見せ、1994年にはフジテレビ 「ラスタとんねるず'94」内の『ジャイアント将棋』のプレーヤーとして登場し、ダウンタウンファミリーでありながらとんねるずの番組にも出演を果たす。
次第に活動のメインを吉本新喜劇に移し、内場勝則、辻本茂雄、石田靖の3人と共にニューリーダー就任の話が来るも、前述の「ラスタとんねるず'94」や「大阪ほんわかテレビ」などテレビの仕事があったため送られた。『超!よしもと新喜劇』の放送期間中は内場、辻本が東京での収録のため不在、残った石田靖と交代で新喜劇の主役を担うようになるが、石田はテレビの仕事が多かったため、その結果1997年秋から数年の間はほとんど毎週ヒロがNGKの主役を演じていた。

## 座長就任から卒業（退任）まで
1999年に正式に座長に就任、数多くの一発ギャグ（ボケ）を封印し、ツッコミ担当に転じる。大阪的な人情を描いた保守的ストーリーを演じる辻本（辻本の項参照）、劇団出身らしく小劇団なストーリーを演じる内場、暴力的なツッコミをかます石田ら3座長とストーリーを決める点であきらかに違う所は、なにがしか常に新喜劇では前衛的な、新しい試みを行っていたことがあげられる。「新喜劇40周年記念・ゲラゲラハッピィ」（データハウス発行）で、本人もほぼ同じ意味のことを言っている。
ヒロが作成に関わっていた新喜劇の特徴
「常に新しいこと」をモットーに、ヒロが行っていたことは以下の通りである。
- 劇のストーリー上のパターンをあまり決めずに大まかな物にとどめ、座員を自分の型にはめない。
- 上記の理由でほかの座長に比べるとアドリブがかなり多く、舞台上では漫才のようなやりとりが繰り広げられる。また、若手の出演時間が若干長い。
- 派閥が出来ないように工夫している。中條健一、池乃めだかを重用しているが、その中條やめだかもストーリーラインに絡まない役だったり、絡む役だったりと一定していない。
- 主要登場人物に登場シーンを設けず開演直後から自分を含め主要登場人物が登場していることがある（通常は若手がカップル同士という設定で会話をしている場面から始まる）。
- 人間の言葉が分かる飼い犬を自ら演じたり、なぜか海釣りに背広一式で来たり、細木数子風の占い師、島田一の介がオカマのヤクザ役をやったりと一風変わった配役をする。
- 場合によっては座長公演でも出番を減らし、進行を共演座長の内場と石田、烏川、安尾などの副座長クラスにほぼ一任する。さらには中條、めだか、一の介、小籔千豊、伊賀健二、川畑泰史、浅香あき恵、五十嵐サキに主役を演じさせることもある。小籔と川畑が後に座長に就任したのも、このためと言われる。
- ロケーション（場面設定）ではヤクザの組事務所（託児所へと変化することも）やライブハウス、テレビ局のスタジオ、祭りの神社の境内など変わったロケーションをしていることがある。また海釣りのロケーションが数多い。

2007年4月16日の公演を以て、座長を卒業（退任）。座長出身のゲスト座員（どの座長のグループにも属さない分類）として、後進の育成と指導に当たる重鎮ポジションに昇格。「枠にとらわれるのではなく、もっとノビノビやってもらう」、「新喜劇以外（バラエティー番組やラジオなど）でもっと幅広く活動するため」と新聞やブログなどで発表した。ヒロ本人も毎日自身のホームページの掲示板への書き込みをチェックしており、「これからは、スーパー爆笑王として新喜劇を盛り上げていくので応援ヨロシク!」と今後の意気込みを書き込んでいる。
座長退任後は、再びボケ担当に回ることが多くなっている。また、数多くの一発ギャグ（ボケ）を披露する一方で、ツッコミ担当もこなす。役としてはヤクザ役が多い。
2008年1月15日から1月21日までのNGK新喜劇通常公演「まいど! 横山や!」（作・演出は檀上茂）では、退任以来約1年ぶりに座長を務めた（2008年2月9日に放送された）。2008年12月25日収録の新喜劇では刑事役で、長時間かみつづけてしまった。

## 人物
- ダウンタウンが24時間テレビのチャリティーパーソナリティーを担当した際、深夜に行われた「ミッドナイト大喜利」でヘルメットの上からチェーンソーの刃を軽く当てられたものの「まゆ毛ボーン!」とすかさず一発ギャグで切り返した。

- 吉本新喜劇入団一年後の90年10月からスタートした『夕焼けの松ちゃん浜ちゃん』に於けるレギュラー出演の際は、出てきてギャグをして浜田雅功にしばかれるためだけに舞台に出るただの端役であった。

- 東京進出から大阪に戻った後、大阪でレギュラー出演していた『摩訶不思議 ダウンタウンの…!?』にて、東京の空気に馴染めず「ごっつええ感じ」のレギュラーから降板したことを松本人志や篠原涼子にネタにされヒロは真剣に怒っていた。

- 今田耕司との関係においては、ヒロの方が2年先輩にあたるが、今田からは「ヒロ」と呼び捨てにされており、タメ口で会話されている（年齢は今田の方が2学年上）。その反面ヒロは今田のことを呼び捨てにせず「今ちゃん」と呼び、年下の同期であるかのような接し方をしている。理由は、NSC卒業後に後のきびのだんごと「和田・吉田」というコンビを組んで1度はデビューしたが、ほどなく解散し、その後1986年まで芸能活動をしていなかった（芸能活動において空白期間がある）ためでもある（チュートリアルの徳井義実の例に類似。詳細は本人の項を参照）。130Rの2人（板尾創路、ほんこん）も、今田とNSC同期であり共にヒロより4歳年上の為、芸歴では今田同様にヒロより後輩である。新喜劇においても芸歴は座長の中では内場に次いで長いが、辻本、石田よりも新喜劇入団（実際にはほぼ同時期だがすぐに東京進出したため実質的には1993年頃）、事実上の座長（ニューリーダー）就任は遅く年下でもあるためほぼ後輩扱いされている。だが、本人はテレビでこのことについて質問されたとき「（自分は）ナメられキャラやからな」と納得している口調で言っており、細かいことは気にしていないようである。上記のように選り好みをしない性格から芸人仲間からは先輩・後輩問わず慕われている。またバッファロー吾郎の名付け親でもある。

- 似顔絵の才能も有しており、自身が描いた共演している他の新喜劇メンバーの似顔絵をギャグのネタに使うことが少なくない。また、過去に使われていた毎日放送系列『よしもと新喜劇』のオープニングCGは、ヒロの原画を基にした物で、エンディングのスタッフロールに"イラスト/吉田弘典"と本名がクレジットされていた。

- 第1回、第3回のM-1グランプリ予選に中條健一と組んで出場したこともあるが持ちギャグに入る前にタイムオーバーになってしまい敗退。中條がヤクザ役を演じる際の特徴的な髪形は吉田の考案で、本番前に吉田がセットしているものである。

- 2005年6月14日、再婚相手との間に一女をもうける。離婚歴があることを稀に新喜劇でいじられる。2013年10月現在「二児のパパ」。

## ギャグ
2000個以上のギャグを持つといわれる。
ボブキャッツ時代、そのぶっとんだギャグに注目していたダウンタウン松本が『MBSヤングタウン』で紹介したり、『夢で逢えたら』でヒロのネタをやったりしており、お笑い好きの間で少しずつ浸透しはじめていた。そして『朝まで働けダウンタウン・復活4時ですよーだ』において行われた「ヒロのギャグ100連発」において炸裂した100発で、一気に「1発ギャグのヒロ」として認知されるに至る。
いわゆるネタ振りがいらず、フレーズだけで笑いがとれるヒロのギャグは他の芸人にもパクられやすく、松本人志が使っていたほか、ナインティナインがよく岡村を指して「小さい（ちっさい）おっさん」というフレーズを使うが、これも発祥はヒロのギャグである。
座長になってからはあまり自分を出さなくなり、前述のようにツッコミ専門になっていたが、座長を退任後は再び持ち味を生かしたボケ役に回る。幼稚園児のような服装の探偵など、わけのわからない怪しい人物で、場の空気を完全に無視したオーバーアクションな一発ギャグによるスベリ芸（師匠・ぼんちおさむの影響）を演じている。またハスキーボイスのため早口でセリフを言うと理解できないしゃべりになる。
演じる役は後述されるキャラの他、白スーツのヤクザ、放蕩息子、売れないお笑い芸人（貴族風の衣装に猫耳）など。また一回きりしか演じないキャラクターもあるため、数えたらかなり多い。
持ちギャグの例
- 入場時に　ヒロ「きつね(狐)にちは!」共演者「きつねにちは?」ヒロ「あぁ、こんにちは!」共演者「間違わへんやろ!」

酒井藍の場合は「きつねにちはって何?」と他の共演者に質問し、共演者がその意味を説明すると「なるほど!おっちゃんはおもろい事言おうとしてスベッたわけや」と馬鹿にし、ヒロが「じゃかましいわアホ!」と怒る。
- かかってきた電話の相手に対して「もしもし・・・たか（鷹）や」
- 「ななめで来たよ〜、ななめで来たよ〜♪」
- 「泳いできたよ〜、泳いできたよ〜」
- 「フェッフェ〜、フェッフェ〜」
- 「まゆ毛ボーン!!」、「歯ぐきニョーン!!」
- 「もみあげ、もみあげボーン!プシーおかえり。」
- 「1個10個100個1000個うんこー」(2022年11月のNGK通常公演（間寛平が座長）で披露）
- テレビでは見かけられないが、NGKにて、ヒロが登場している最中に観客がトイレにいくなどして席をはずすと、それを見てヒロが「どこいくねん?」などと客に対して何かいうことがある。その場合大体共演者に「そんなサービスいらんから」とつっこまれる。
- （登場時に扉の前で）「開けて〜閉めて〜開けて〜閉めて〜開けて〜閉めたら入れな〜い!」その後ハケよう（退場しよう）とする。[注 1]
  - 「閉めて〜開けて〜閉めて〜開けて〜閉めて〜開けたら入れたわ〜!」という逆パターンを披露したこともある。
- ドアなどのガラスがあるべき部分に体ごと突っ込んで「ガラスない〜ん!」その後共演者に「なんでないねん!!」と怒る。
- （最新の登場ギャグ）体をぴくぴくさせながら「おじゃまじゃくし」と言う。そのあと何ともなかったように入ってくる。
- 「ちちくりマンボ、ちちくりマンボ、ちちくりマンボでキュッ!」

歌物のギャグで振り付けもある。東京進出時代にこのギャグでCMに起用され流行語となる。「夢で逢えたら」で松本人志と野沢直子が借用し乳繰り兄妹のキャラで人気を誇っていた(振り付けはヒロのオリジナルから若干変更されている)。芝居中では封印しているが、エンディングの場面でどさくさに紛れて披露していることがしばしばある。なお、このギャグを考え付いた当初は放送すら憚られるほどだった。言うまでもなく仕草を見るまでもなく、「ちちくり」とは「乳繰り」、つまりペッティングのことだからである。似たようなものにごっつええ感じで一度だけ披露した「ちちくりワルツ」もある。
- 「インガスンガスン」「ラッ・ハーン」

特に意味はないが、オールマイティに使われる。後に末成由美が楽屋にて買い取り、持ちギャグとして使うようになる。
その他にもヒロ自身が使っている、グラッチェパンパンと言うギャグもある。
- 正解がバレバレのクイズ

（例）「ダウンタウンは松ちゃんと浜ちゃんですがウッチャンナンチャンは何ちゃんと何ちゃん?」
　　　「さて問題です。この物まねは誰でしょう?」と振っておいて「えへ! 薬師丸ひろ子です」と落とす。
ヒロ「日本で一番高い山は富士山やと思ってないやろな?」共演者「思ってますよ」ヒロ「正解!!」
- ものまね

「久しぶりやんけぇお前、最近どうやねんお前? いや俺あかんわ〜最近ぜんぜんあかんわ」「誰や?」と聞かれ、「聖徳太子」と答える。「わけわからんわ」とつっこまれる。
- アホボンキャラ

自分の頭を谷亮子のようにリボンで編み、蝶ネクタイでスーツ、半ズボンで登場。いつも両手をポケットに突っ込んでいる。しゃべった語尾に「〜するです!」とつける。また、中條健一がお付きの秘書役で登場することが多い。このキャラで演じるのはヒロインと中條などとを結婚させる恋のキューピッド役、名探偵コナンのパクリ役など。最近は短髪になったので見られる機会は以前よりも大幅に少なくなっている。お付の中條が「このお方をどなたと心得る!! 吉田コンツェルンの御曹司・吉田ヒロ様にあらせられるぞ!!」っと水戸黄門の印籠のシーンの様なセリフを言うと「ははーっ!!」っと自分が土下座して突っ込まれることもある（自分が土下座するパターンは、池乃めだかもやる。また、「トミーズのはらぺこ亭」のコメディスペシャルの際は、青野敏行がやった）。
- 池乃めだかイジリ。
  - 「ちっさいどっさん」（※1）
  - 「ミクロマン」（※2）
  - 「キリギリス」
- 中條との漫談。
  - 「桂三枝は?」「いらっしゃ〜い」（中條がヤクザ役を演じている時、中條との眉毛ネタでの掛け合いで）
- ヤクザを演じている時のギャグ
  - 登場時に「殺すぞ〜! いてまうぞ〜!」と必要以上に見得を切りながらそり返って歩く。
  - 脅す相手に殺意を持った時には、「笑い死に」で殺そうとする。「俺はめちゃめちゃおもしろい!」「腹筋に力入れとけ」と宣言してギャグを披露するが、共演者は一切笑わず、最終的に「お前ら（共演者）とは笑いの質が合わん! お前ら（観客）ともな!」と吐き捨てる。
  - 寿司の刺青。上半身に「寿司」と書いている。まず「寿」だけ見せ、共演者が「めでたい」と言うと、「よう見い!! 寿司や!!」と言って全部見せる。回転寿司、ばら（ちらし）寿司など。そこから展開する。また、共演者を押して「押し寿司」をやり、何も言っていないのに客に向かって「先言うな!!」と怒る。そして、共演者が、急に謝って「いいなり寿司（いなり寿司）」（内場勝則）、ヒロの前に出てきてボーっとして「棒寿司」（井上竜夫）、共演者の誰かが浅香あき恵をヒロの前に連れて行って「鮒（ふな）寿司」（強烈な臭いの鮒寿司と、浅香の「鼻の油が臭い」というギャグを絡めて）、舞台から引き揚げようとして「あがり」（辻本茂雄）、などと返し、最後はヒロが服の前を閉じて「閉店や」で締めくくる。
  - 舞台から捌ける時に「おい、俺が白いスーツを着ているのか知ってんのか!」と言うと、共演者が「何でですか?」と尋ねると、「これしか持ってないんや。」と〆る。
  - 因縁をつける相手に「俺が切れたら全長70メートルぐらいの大男に変身してお前らを踏み潰すぞ!怖いやろ!」と凄むが、相手は70メートルの大男への変身を見たいと言ってヒロを怒らせようとする。「踏み潰されるんやぞ!?」と脅すが効果はなく、ヒロの怒りが静まり、相手に残念がられる。
  - 「俺はケンカに負けたことがないんや!」と啖呵を切って殴りかかるがあっさりやられてしまう。共演者から「ケンカに負けたことないんと違うんか?」と突っ込まれると「ケンカした事ないんや…」と言って逃げるように舞台からはける。
  - また「おい、これだけは言っておくぞ。メリークリスマス!」と言い残して舞台からはけるシーンもある。

- 売れないお笑い芸人（マジシャン）の時のギャグ
  - 「ワァーオーゥ! ワァーオーゥ!」と叫びながら登場、勢い余ってそのままハケようとする。
  - 「じゃぁ一曲歌います、いいえ私はさそり座でいて座♪」（ツッコミは「どっちやねん!」）

※1…ヒロが歌ったあと、めだかにネタを振る。
ヒロ:「あ、ワン、ツー、スリー、フォー、ちっさいおっさーん、ちっさいおっさーん、ぜんまい仕掛けのちっさいおっさーん、ちっさいちっさいちっさいちっさいちっさいおっさーん、ハイ!」
めだか:「なんでっかー、なんでっかー、ちっさいおっさんここだっせーちっさいちっさいちっさいちっさいちっさいおっさーん 最近孫が気つきよったー。じいちゃんなんでちぃちゃいの? やかましいわ!」（他にも「二階におってもやっぱりちぃさい」や「竹馬乗ってもやっぱりちぃさい」、「子供のプールでおぼれてた」というパターンもある）
同じようなものに桑原和男に対して「変なおばさん」というギャグをしたこともある。
※2…「ちっさいおっさん」ネタに続いて、ヒロがめだかにネタを振る。また、めだかが独りでに歌い出す場合もある。
ヒロ:「あ、わかった、ミクロマンやろ!」（タカラから発売されていた玩具シリーズとは関係のない架空のキャラクター）
あるいは、
ヒロ:「ワン、ツー、スリー、フォー、ミクロマ〜ン、ミクロマ〜ン、ミクロの王様ミクロマ〜ン、ミクロ、ミクロ、ミクロ、ミクロ、どこから来たのか分からない〜、どこにいるのか分からない〜、ミクロ、ミクロ、ミクロ、ミクロ、お前は誰だ?!」
めだか:「ミークーローマーン、ミクロマーン、私の名前はミクロマン、宇宙の果てからやってきた、地球を滅ぼすためーにー。（幼児口調で）俺たちはミクロマンだ、ミクロの体は小さいから地球の奴らには見えないんだ、あっ、顕微鏡だ隠れろー、やかましいわ!」（歌詞は多少変わることも）
ヒロ：「長いわ!!」
•ヒロ「これだけは言うとくぞ！地球は丸いんや」
共演者「知ってるわ」
•枝毛〜枝毛〜枝毛じゃなくて触覚〜♪
•弁慶、牛若丸、ピッピッピ〜ピッピッピ〜五条の橋の上♪
•鼻血ブー、高木ブー
•けつの穴シリーズ
例「鍋鍋鍋〜鍋の蓋〜けつの穴〜♪」
　「万国、万国、万国旗〜けつの穴〜♪」
　「こうして、こうして、こうして、こうして、けつの穴〜♪」

•ははははん♪(シリーズ)
例
「まあるい、まあるい、ははははん♪」
「イタチのうーた、イタチのうーた、イタチのうーた、ははははん♪」
•歌の歌
「歌、歌、歌〜、歌歌、う〜たん」

## 出演

### テレビ番組
現在
- よしもと新喜劇（毎日放送）

過去
- おはよう朝日です（朝日放送）
- ダウンタウンのごっつええ感じ（フジテレビ）
- ダウンタウンの素（毎日放送）
- 夕焼けの松ちゃん浜ちゃん（朝日放送）
- 摩訶不思議 ダウンタウンの…!?（朝日放送）
- なんじゃそら三人組（朝日放送）
- ラスタとんねるず'94（フジテレビ）
- 京都へおこしやす!（毎日放送）
- 大阪ほんわかテレビ（読売テレビ）

### ビデオ
- 吉田ヒロ ギャグ in NY〜恋の試し撃ち200!!（1993年・HRSフナイ、構成＝大工富明、倉本美津留、水野透）＝廃盤

### 舞台
- 2005年、中條健一との単独ライブ「しろとみどり」を開催。
- 2008年10月、なんばグランド花月で吉田ヒロ25周年イベントを開催。

## CD
- 君の涙に微笑を（1993年・ソニーレコード、奥田民生プロデュース）＝廃盤

## 受賞歴
＜ボブキャッツ＞
- 今宮子供えびすマンザイ新人コンクール 第8回 福笑い大賞